# Førre
Førre (eller Førdesfjorden) är en tätort och kyrkby i Tysværs kommun i Rogaland fylke i sydvästra Norge. Orten ligger där Europaväg 134 möter fylkesväg 4794 och fylkesväg 4796, öster om staden Haugesund. Här finns Førre kyrka.
Tidigare har orten tillhört dåvarande Avaldsnes kommun.

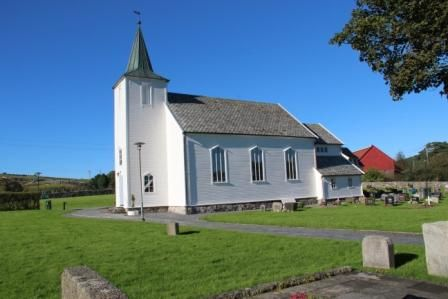
Førre kyrka.